# 費氏莖鱂
費氏莖鱂，為輻鰭魚綱鯉齒目鯉齒亞目花鳉科的其中一種，分布於中美洲墨西哥至瓜地馬拉、宏都拉斯的淡水流域，體長可達3.8公分，棲息在植被生長茂密的溪流、沼澤，屬雜食性，生活習性不明。

## 擴展閱讀
維基物種上的相關：費氏莖鱂